# Dire Straits (àlbum)
Dire Straits és el primer àlbum que va editar la banda de rock britànica del mateix nom, i que va sortir l'octubre de 1978, publicat per Phonogram Records.
Les nou cançons que conté l'àlbum foren escrites per Mark Knopfler. Una d'elles és la llegendària Sultans of Swing. Aquest àlbum va romandre 132 setmanes a la llista dels més venuts al Regne Unit.

## Història
El single "Sultans of Swing", va trencar per primera vegada la cimera EUA cinc principis de la primavera 1979 (sent un èxit total fins a cinc mesos després del llançament de l'àlbum) i després va pujar al número #8 en les llistes britàniques. "Water of Love" també va ser llançada com a senzill en alguns països, i a Austràlia, va aconseguir el lloc #54, i als Països Baixos, aconsegueix el lloc #28. A Europa, l'àlbum va vendre 4.000.000 de còpies, mentre que en el que els EUA va vendre 2.000.000 de còpies.
L'àlbum va ser remasteritzat i llançat amb la resta del catàleg de Dire Straits el 1996 a gairebé tot el món excepte als EUA, i el 19 de setembre de 2000 en els Estats Units. Per al 2010 està previst la sortida d'un àlbum celebrant l'aniversari. Que estarà dedicat a l'aniversari 30 de l'edició d'un vinil.
La imatge de la portada està presa d'una pintura de Chuck Loyola, mentre que la icona de Dire Straits Fender va ser dissenyat per Geoff Halpern.

## Llista de reproduccions
Totes les cançons escrites per Mark Knopfler.
1. "Down to the Waterline" – 3:55
2. "Water of Love" – 5:23
3. "Setting Me Up" – 3:18
4. "Six Blade Knife" – 4:10
5. "Southbound Again" – 2:58
6. "Sultans of Swing" – 5:47
7. "In the Gallery" – 6:16
8. "Wild West End" – 4:42
9. "Lions" – 5:05

La versió original de l'àlbum contenia una versió lleugerament més curta de "Sultans of Swing", ometent els últims segons del sol de guitarra al final de la cançó, però la versió completa es va incloure en l'edició remasteritzada de l'àlbum.
Versions de casset de l'àlbum ofereixen sovint les parts en ordre invers a la disc de vinil original: Un costat de les pistes compost de 6 a 9, mentre que el costat B va presentar les pistes 1 a 5. El tema de la cinta francesa va veure "Down to the Waterline" i "Wild West End" intercanviats en l'ordre esmentat anteriorment per permetre un temps de joc més equitatius en cada costat.

## Taules
L'àlbum dels Dire Straits va estar 132 setmanes a les llistes britàniques. I va ser el desè àlbum més venut a Austràlia l'any 1978.

### Àlbum
| Any  | Taula                        | Posició |
| ---- | ---------------------------- | ------- |
| 1978 | Australian ARIA Albums Chart | 1       |
| 1979 | French Albums Chart          | 1       |
| 1979 | U.S. Billboard Pop Albums    | 2       |
| 1979 | New Zealand Albums Chart     | 3       |
| 1979 | UK Albums Chart              | 5       |
| 1979 | Swedish Albums Chart         | 6       |
| 1979 | Norwegian Albums Chart       | 10      |
| 1979 | Austrian Albums Chart        | 17      |

### Senzills
| Any  | Cançó              | Billboard Hot 100 | UK Singles |
| ---- | ------------------ | ----------------- | ---------- |
| 1979 | "Sultans of Swing" | #4                | #8         |

## Certificacions
| Organització         | Nivell   | Data              |
| -------------------- | -------- | ----------------- |
| RIANZ – Nova Zelanda | Or       | Desembre 1978     |
| BPI – Regne Unit     | Plata    | 2 Febrer 1979     |
| RIAA – Estats Units  | Or       | 21 Febrer 1979    |
| ARIA – Austràlia     | Platí    | Febrer 1979       |
| RIANZ – Nova Zelanda | Platí    | Febrer 1979       |
| RIAA – Estats Units  | Platí    | 27 Març 1979      |
| BPI – Regne Unit     | Or       | 30 Març 1979      |
| IFPI – Alemanya      | Or       | 3 Abril 1979      |
| BPI – Regne Unit     | Platí    | 23 Novembrer 1979 |
| IFPI – Alemanya      | Platí    | 1979              |
| SNEP – França        | Platí    | 1982              |
| BPI – Regne Unit     | 2x Platí | 7 February 1986   |
| RIAA – Estats Units  | 2x Platí | 6 Gener 1987      |

## Intèrprets
- Mark Knopfler: veu principal, guitarra (principal i ritmes)
- John Illsley: baix, acompanyaments vocals
- David Knopfler: guitarra (ritmes), acompanyaments vocals
- Pick Withers: bateria